# El Oueldja
El Oueldja (în arabă الولجة) este o comună din provincia Khenchela, Algeria.
Populația comunei este de 3.124 de locuitori (2008).